# Pe-Hor-mesen
Pe-Hor-mesen ist eine altägyptische Königspfalz, die seit der 1. Dynastie belegt ist. Ihr Name bedeutet Sitz des harpunierenden Horus. Es ist unklar, wo genau diese Pfalz geografisch gelegen hat. Sie gehörte vermutlich zum Verwaltungsbezirk des frühdynastischen Buto, das zu dieser Zeit noch aus drei Anlagen bestand: dem Hauptort „Djebau“, dem Nebenort „Dep“ und eben der Königspfalz „Pe-Hor-mesen“. Die Pfalz war einer der wichtigsten Handels-, Tausch- und Umschlagsplätze des frühen Ägyptens.

## Namensvariationen
Es liegen verschiedene Lesungen und Transkriptionen zum Gebäudenamen vor: P3-Ḥr-msn („Pa-Hor-mesen“), Pj-Ḥr-msn („Pi-Hor-mesen“) und P-Ḥ-msn („Pe-Hor-mesen“), wobei die letztere Lesung die am häufigsten verwendete ist. Auch gibt es Inschriften, in denen das Wort in einem Haus-Symbol eingetragen ist, sodass es sich Ḥw.t-p-Ḥr-msn („Hut-pe-Hor-mesen“) liest. Dank dieser Schreibung kann ausgeschlossen werden, dass es sich bei Pe-Hor-mesen um eine Stadt handelte.